# Ophioscion punctatissimus
Ophioscion punctatissimus är en fiskart som beskrevs av Meek och Hildebrand 1925. Ophioscion punctatissimus ingår i släktet Ophioscion och familjen havsgösfiskar. Inga underarter finns listade i Catalogue of Life.